# Club Real Progreso
El Club Real Progreso es un club de fútbol del Perú de la Distrito de Condoroma, en el departamento de Cuzco. Fundado en 1974,desde ese año participa en Copa Perú a partir del 1975.

## Historia
Fue fundado el 23 de febrero de 1974 en Distrito de Condoroma, Perú. Clasificó en varias ocasiones ala Etapa provincial de espinar, Donde fue eliminado consecutivamente en varias oportunidades en la primera fase o en instancias finales de la etapa provincial, apesarar de su masificas y malas campañas sigue participando de forma continua Liga de Condoroma, el club fue consecutivamente animador y organizado para desarrollar un fútbol muy bueno con orden y disciplina, siempre con el entusiasmo de mejorar en cada una de su campaneas de fútbol. 

## Uniforme
- Uniforme titular:

Camiseta:verdolaga.
Shorts: verdolaga.
Calcetas:verdolaga.

## Estadio
el estadio Municipal de Condoroma , Queda en la cordillera más alta de los andes de Perú, exactamente en el distrito de Condoroma, Done el clima da aliento a los jugadores y fuerza para continuar el día lindo, con el lema nuca te rindas ni desmayes ante cualquier dificultad que te da el día, done los jugadores, sacan fuerza de Voluntad para seguir entrenando.

## Rivalidades

### clásico de Condoroma
su rival directo es Halcón Andino con quien juega el clásico condoromeño.

## Palmarés

### Torneos regionales
- Ligas Departamental de Cuzco (0):.
- Liga Provincial de Espinar: .
- Liga Distrital de Condoroma: 2019.